# Джоджо, Александер
Кристиан Александер Джоджо (кит. 亞歷斯祖; род. 11 февраля 1999, Гонконг) — гонконгский и шведский футболист, защитник шведского «Оддевольда», выступающий на правах аренды за гонконгский «Истерн».

## Клубная карьера
На юношеском уровне играл на позиции нападающего, становился победителями молодёжных турниров в Гонконге, признавался лучшим игроком и бомбардиром. В 2017 году перешёл в португальскую «Визелу», где присоединился к молодёжной команде клуба. В 2019 году вернулся в Гонконг, где некоторое время тренировался с «Хэппи-Вэлли». 29 августа того же года подписал с клубом свой первый профессиональный контракт. На следующий день дебютировал в чемпионате Гонконга в гостевом поединке с «Китчи», появившись на поле в середине первого тайма.
В июле 2020 года в качестве свободного агента перешёл в «Истерн». В его составе дважды становился серебряным призёром чемпионата, выигрывал кубки и участвовал в в азиакубках. В сентябре 2023 года перешёл в «Тайпоу».
9 декабря 2023 года перешёл в шведский «Оддевольд», с которым подписал контракт, рассчитанный на два года. 31 марта 2024 года в первом туре Суперэттана с «Треллеборгом» дебютировал за клуб. В июле на правах аренды перешёл в гонконгский «Истерн».